# NGC 3226
NGC 3226 är en elliptisk dvärggalax av typ E2 i Lejonet, som växelverkar med granngalaxen NGC 3227. En tredje galax kan tidigare ha existerat. NGC 3226 har ett supermassivt svart hål i dess centrum. Båda upptäcktes av den tysk-brittiska astronomen William Herschel den 15 februari 1784. De två galaxerna är ett av flera exempel på en spiralgalax med en elliptisk dvärgföljeslagare som listas i Atlas of Peculiar Galaxies. Den är medlem i NGC 3227-gruppen av galaxer, som ingår i Leo II-grupperna, en serie galaxer och galaxhopar som sträcker sig ut från den högra kanten av Virgosuperhopen.
En supernova har observerats i NGC 3226. SN 1976K (okänd typ, magnitud 17) upptäcktes av Arnold Klemola den 21 december 1976.

## Kärna
NGC 3226 innehåller en lågjoniserande kärnemissionslinjeregion (LINER), en typ av region som kännetecknas av spektrallinjeemission från svagt joniserade atomer. Generellt sett har energikällan för LINER-emission varit föremål för debatt bland astronomer. Vissa astronomer har hävdat att LINER drivs av stjärnbildningsregioner, medan andra har hävdat att LINER drivs av aktiva galaktiska kärnor (AGN) som innehåller supermassiva svarta hål.

### AGN
Kärnan i NGC 3226 verkar innehålla ett AGN (agnogeniskt spektrum). Kärnan är en stark källa till både radio-och röntgenstrålning som verkar vara synkrotronstrålning, vilken genereras när elektroner som rör sig med höga hastigheter oscillerar inom magnetfält. Sådan synkrotronstrålning förväntas från omgivningen runt ett supermassivt svart hål. Röntgenstrålningen kan också vara variabel, vilket också förväntas i omgivningen kring ett supermassivt svart hål.

## Interstellärt medium
Det är möjligt att NGC 3226 kan ta emot gas från NGC 3227 under interaktionsprocessen, vilket skulle förstärka stjärnbildningen i NGC 3226. Millimeterobservationer av NGC 3226 kunde dock inte upptäcka någon molekylär gas i galaxen. Dessa resultat visar inte bara att NGC 3226 innehåller lite molekylär gas utan också att galaxen inte har tagit emot någon gas från NGC 3227.